# Tanthof
Tanthof (ook wel de Tanthof) is een wijk in het zuidwesten van Delft, in de Nederlandse provincie Zuid-Holland. De wijk is opgesplitst in twee delen, Tanthof-West en Tanthof-Oost. De wijk, voornamelijk laagbouw, is gebouwd in de jaren 70 en 80 van de twintigste eeuw. Met het bouwen van Tanthof-Oost is midden jaren 70 begonnen, met het bouwen van Tanthof-West begin jaren 80. 
De naam komt van de dijk annex kade 't Anthooft.
Tanthof-West en -Oost zijn bewust ruimtelijk gescheiden gehouden door de oude verbindingsweg naar Abtswoude en Kethel. De twee wijken zijn alleen direct met elkaar verbonden voor fietsers, voetgangers en openbaar vervoer. Bij de inrichting van de wijk is de loop van oude beekjes gevolgd en zijn andere landschapselementen bewaard. Qua stedenbouw en architectuur verschillen de buurten en woningen onderling zeer.

## Oost
In dit gebied beginnen alle postcodes met de vier-cijferig postcode 2622 of 2623. Het hele gebied is 92ha groot en bevat 2ha aan water.
In Tanthof-Oost bestaat meer dan de helft van de woningen uit eengezinswoningen, ruim een derde van de bevolking leeft er in traditionele gezinsvorm.
De straatnamen zijn in zes thema's te verdelen:
- Boerderijbuurt
- Dierenbuurt
- Vogelbuurt-Oost
- Vogelbuurt-West
- Bosrand
- Bedrijventerrein

## West
Dit gebied heeft als vier-cijferige postcode 2622. Er zijn drie basisscholen en drie peuterspeelzalen.
Hier zijn vijf thema's in de straatnamen te vinden:
- Westflank
- Zuidflank
- Derde Wereldbuurt
- Latijns-Amerikabuurt
- Bedrijventerrein

## Voorzieningen

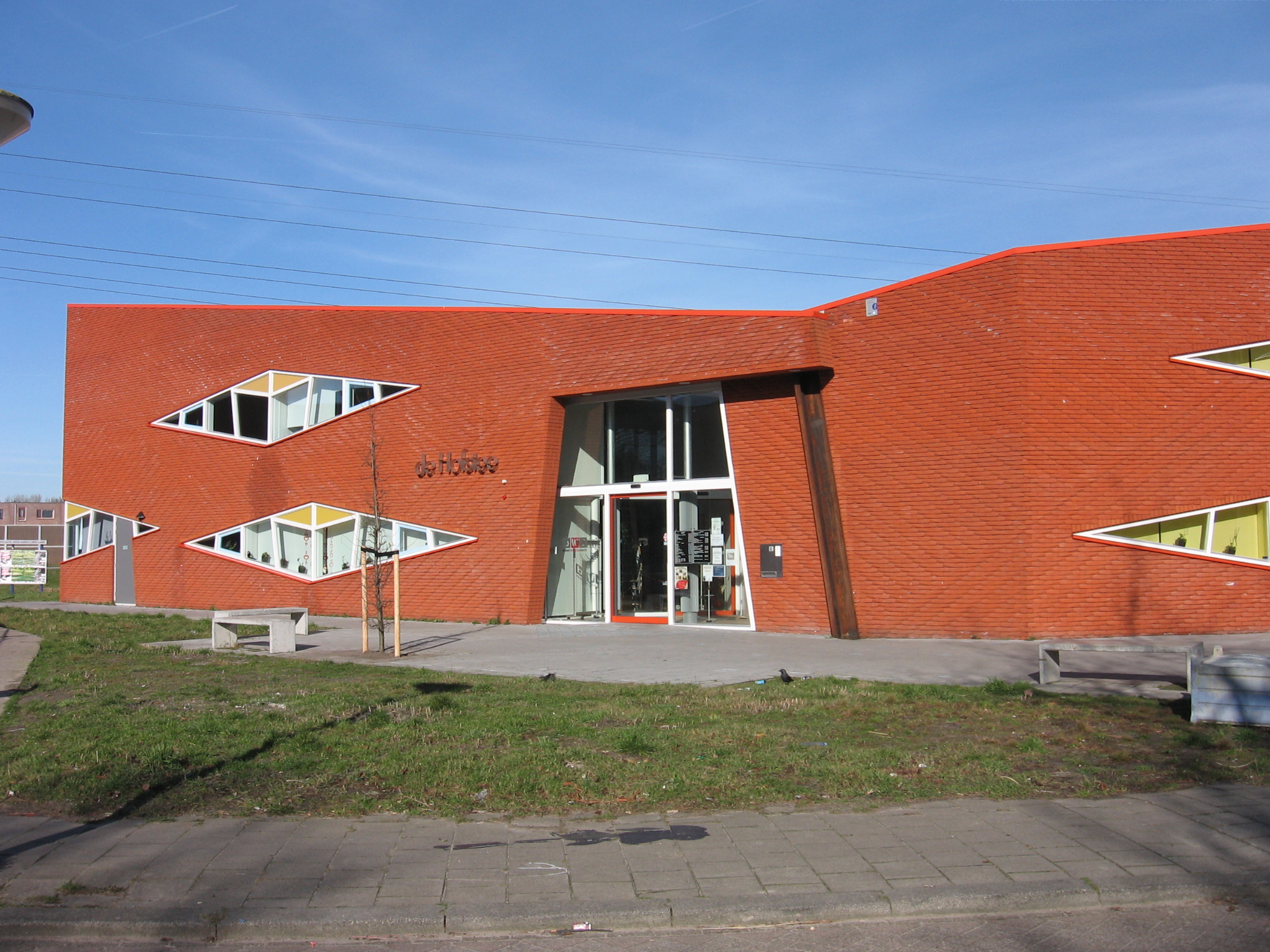
Wijkcentrum de Hofstede

Op de grens van Tanthof-Oost en Tanthof-West ligt een kinderboerderij met waterspeeltuin en een kinderdagverblijf. Er ligt een tennispark aan de Straat van Malakka; een sportzaal aan de Fretstraat en een sportpark in Tanthof-Zuid.
Tanthof-Oost heeft een eigen winkelcentrum aan de Dasstraat en Tanthof-West heeft de Bikolaan met winkeltjes. De afstand tot de binnenstad bedraagt ongeveer drie km en deze is gemakkelijk met de fiets te bereiken. Ook de TU-wijk is in circa tien minuten op de fiets te bereiken. NS-Station Delft Campus ligt aan de spoorlijn Den Haag-Rotterdam, die de oostgrens vormt van Tanthof-Oost.
Het zand benodigd voor de bouw van deze wijk werd gegraven in het gebied waar nu het Delftse Hout ligt, een recreatiegebied met plassen aan de andere kant van Delft.
Ten zuiden van de wijk ligt het recreatiegebied Abtswoudse Bos.
Naar het nieuwe wijkcentrum (naast de Border en kinderopvang 't Spant) zijn de activiteiten verplaatst van het voormalige buurthuis De Boerderij. Ook zal de VAK daar activiteiten organiseren. De voormalige bibliotheek tussen het wijkcentrum en de Border is in 2013 verbouwd tot kerk. Het kerkgebouw heeft de naam 'het Boek' gekregen.
Stad: Delft     Buurtschappen: Abtswoude · Klein-Delfgauw

Wijken en Buurten: Buitenhof · Centrum · Delftse Hout · Hof van Delft · Ruiven · Schieweg · Tanthof · Voordijkshoorn · Voorhof · Vrijenban · Wippolder

Bedrijventerreinen: Delftechpark · Technopolis

Zuid-Holland: Steden en dorpen    Nederland: Provincies · Gemeenten